# Белфорте ал'Изауро
Белфорте ал'Изауро (итал. Belforte all'Isauro) је насеље у Италији у округу Пезаро и Урбино, региону Марке.
Према процени из 2011. у насељу је живело 659 становника. Насеље се налази на надморској висини од 346 м.

## Становништво
| 1936. | 1951. | 1961. | 1971. | 1981. | 1991. | 2001. | 2011. |
| ----- | ----- | ----- | ----- | ----- | ----- | ----- | ----- |
| 1.017 | 1.021 | 842   | 702   | 704   | 707   | 697   | 788   |